# ویسلینک
ویسلینک (انگلیسی: Vislink) شرکت الکترونیک آمریکایی است، که در سال ۲۰۰۲ تأسیس شد.